# Golf de Karaguinski
El golf de Karaguinski (rus: Карагинский залив, Karaguinski zaliv), en certes fonts conegut també pel nom de badia de Karaguinski o bé badia de Karaguin, és un golf de la mar de Béring que s'estén al llarg de la part septentrional de la costa de la península del Kamtxatka, a l'est de Rússia. Deu el seu nom al riu Karaga, el delta del qual es forma al golf.
Administrativament pertany al krai de Kamtxatka.
El golf de Karaguinski és delimitat pel cap Goven al nord i el cap Ozernoï al sud. Compta diverses petites badies tant al nord com al sud: la badia de Korf, la badia d'Anapka, la badia de Uala, la badia de Kitxiginski, la badia d'Ossora, la badia de Karaga i la badia d'Ukinskaïa.
La profunditat del golf varia entre 30 i 60 metres. Diverses illes es troben al golf, entre les quals destaquen l'illa de Karaguinski, la més gran de totes, i l'illa de Verkhoturov. L'illa de Karaguiski està separada de la península de Kamtxatka per l'estret de Litke, que mesura de 21 a 72 quilòmetres.
Els principals assentaments al llarg del les reives del golf són Ossora, Ilpirskoïe, Timlat, Karaga, Beloretxensk, Makarevsk i Ivatxka.
Les aigues que banyen el golf solen romandre glaçades entre desembre i juny.